# Giovanni Girone
Giovanni Girone (Bari, 10 aprile 1940 – Bari, 13 aprile 2018) è stato uno statistico italiano autore del test di Girone.

## Attività ed incarichi accademici
Immediatamente dopo aver conseguito la laurea in Economia e Commercio nel novembre 1962 presso la allora Università degli studi di Bari (dal maggio 2008 ridenominata Università degli studi di Bari "Aldo Moro") ha iniziato la carriera accademica nella medesima facoltà ottenendo la docenza di discipline statistiche. Il 1º novembre 1975 è divenuto Professore ordinario di Statistica.
Tra il novembre 1987 e l'ottobre 2000 ha rivestito il ruolo di preside della suddetta facoltà di Economia e Commercio, mentre dal novembre 2000 all'ottobre 2006 ha ricoperto l'incarico di Rettore dell'ateneo barese. 
Al centro di attenzione di media e trasmissioni televisive per la cosiddetta "parentopoli" barese (insieme con Girone lavoravano all'Università di Bari i suoi tre figli, il genero e la moglie).
È autore di decine di pubblicazioni scientifiche e di vari trattati in materia di statistica, probabilità, ricerca operativa e matematica applicata.